# La Chapelle-en-Lafaye
La Chapelle-en-Lafaye ist eine französische Gemeinde mit 137 Einwohnern (Stand: 1. Januar 2022) im Département Loire in der Region Auvergne-Rhône-Alpes. Sie gehört zum Arrondissement Montbrison und zum Gemeindeverband Loire Forez Agglomération. Die Bewohner werden Chapelois und Chapeloises genannt.

## Geografie
La Chapelle-en-Lafaye liegt etwa 31 Kilometer westlich von Saint-Étienne im Forez. Umgeben wird La Chapelle-en-Lafaye von den Nachbargemeinden Saint-Jean-Soleymieux im Norden, Marols im Osten, Montarcher im Süden und Südosten sowie La Chaulme im Süden und Westen.

## Weblinks

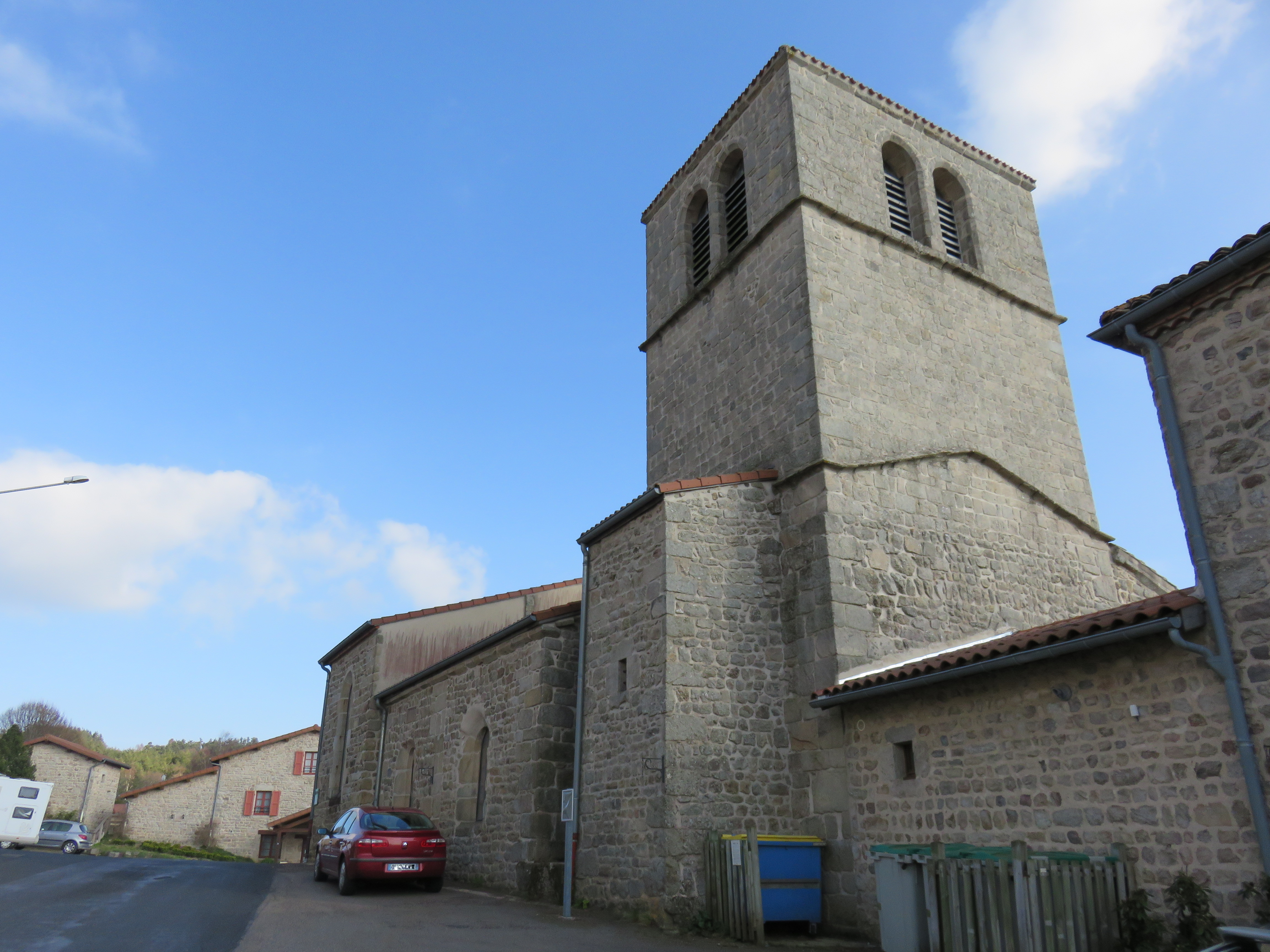
Kirche Mariä Geburt

## Bevölkerungsentwicklung
| Jahr                       | 1962 | 1968 | 1975 | 1982 | 1990 | 1999 | 2006 | 2017 |
| -------------------------- | ---- | ---- | ---- | ---- | ---- | ---- | ---- | ---- |
| Einwohner                  | 167  | 122  | 116  | 103  | 101  | 108  | 111  | 113  |
| Quellen: Cassini und INSEE |      |      |      |      |      |      |      |      |

## Sehenswürdigkeiten
- Kirche Mariä Geburt